# لورنز هیلکس
لورنز هیلکس (انگلیسی: Lorenz Hilkes؛ زادهٔ ۳۱ اوت ۱۹۵۰) بازیکن فوتبال اهل آلمان است.
از باشگاه‌هایی که در آن بازی کرده‌است می‌توان به باشگاه فوتبال ولندام، باشگاه فوتبال گروتر فورث، باشگاه فوتبال فنلو، باشگاه فوتبال بایرن مونیخ، باشگاه فوتبال اشتوتگارت، و باشگاه فوتبال بروسیا مونشن‌گلادباخ اشاره کرد.